# Санкт-Петербург-Ладозький
Санкт-Петербург-Ладозький — залізнична станція Жовтневої залізниці Російських залізниць у Санкт-Петербурзі, Росія, з усіх пасажирських станцій Санкт-Петербурга є найновішою й найсучаснішою.

## Історія
Станція відкрита у 2003 році. Обслуговує північні та східні напрямки, які раніше обслуговував Санкт-Петербург-Головний, а також деякі лінії, які раніше обслуговував Санкт-Петербург-Фінляндський. Деякі транзитні поїзди, що прямують до Москви та до інших міст через Санкт-Петербург, також зупиняються на станції. З п'яти діючих великих залізничних станцій у Санкт-Петербурзі — Санкт-Петербург-Ладозький є єдиною наскрізною станцією.

## Пересадки
- Метро: «Ладозька»
- Автобуси: № 4М, 4МА, 5, 21, 24, 27, 30, 77, 82, 92, 123, 168, 429, 453, 462, 531, 532, 533, 860Л, К-5, К-17, К-21, К-32, К-77, К-92, К-95, К-118, К-123, К-167, К-187, К-271, К-322, К-369, К-401, К-429, К-430, К-430А, К-462Р, К-531, К-533
- Трамвай: № 8
- Тролейбуси: № 1, 22, 22А.